# Лінааук
Лі́нааук (ест. Linaauk) — природне озеро в Естонії, у волості Ляене-Сааре повіту Сааремаа.

## Розташування
Лінааук належить до Західно-острівного суббасейну Західноестонського басейну.
Поблизу озера розташовані села Гіммісте та Йиґела.
Акваторія водойми входить до складу заказника Карала-Пілґузе (Karala-Pilguse hoiuala).

## Опис
Загальна площа озера становить 2,1 га. Довжина берегової лінії — 591 м.